# León Abadías y Santolaria
León Abadías y Santolaria (Huesca, 28 giugno 1842 – Madrid, 7 settembre 1894) è stato un pittore spagnolo.

## Biografia
Dopo essere stato allievo di Federico de Madrazo, Carlos Mugico e Bernardino Montañés, divenne insegnante di disegno alla suola di grammatica di Huesca, e quindi in quella di Cordova. Fu pittore di paesaggi e dipinti di genere e di ambientazione aragonese.